# Man of Action Entertainment
Man of Action Entertainment  (også kendt som Man of Action Studios ) er et amerikansk forfatterkollektiv med speciale i forskellige mærker af medier lige fra tv, film, tegneserier og animation. Studiet er bedst kendt for deres animerede actionshows, superhelte, live-action-film og serietegneserier, såsom Ben 10, Generator Rex, Gormiti Nature Unleashed og Big Hero 6.

## Værker
| Titel                                   | Første år | Sidste år | I samarbejde med                                                                                          | Tv-kanal |
| --------------------------------------- | --------- | --------- | --- | --- |
| Ben 10                                  | 2005      | 2021      | Cartoon Network Studios                                                                                   | Cartoon Network |
| Generator Rex                           | 2010      | 2013      | Cartoon Network Studios                                                                                   | Cartoon Network |
| The Avengers: Earth's Mightiest Heroes  | 2010      | 2012      | Marvel Animation Film Roman Baja J.V.                                                                     | Disney XD |
| Gormiti Nature Unleashed                | 2012      | 2014      | Giochi Preziosi Mondo TV                                                                                  | Cartoon Network |
| Ultimate Spider-Man                     | 2012      | 2017      | Marvel Animation                                                                                          | Disney XD |
| Monsuno                                 | 2012      | 2014      | Jakks Pacific Dentsu Entertainment Inc. The Topps Company Larx Entertainment FremantleMedia North America | Nicktoons |
| Marvel's Avengers Assemble              | 2013      | 2019      | Marvel Animation                                                                                          | Disney XD |
| Zak Storm                               | 2016      | 2018      | Zagtoon Method Animation De Agostini Editore SAMG Animation MNC Animation                                 | Discovery Family |
| Mega Man: Fully Charged                 | 2018      | 2019      | Capcom DHX Media Dentsu Entertainment USA DHX Studios Vancouver                                           | Cartoon Network (USA) Family Chrgd (Canada)                                                                           |
| Bakugan Battle Planet                   | 2018      | 2023      | TMS Entertainment Spin Master Entertainment Nelvana                                                       | Cartoon Network (USA; 2018-2021) Netflix (USA; 2021-2023) Teletoon (Canada; 2018-2023) Cartoon Network (Canada; 2023) |
| Power Players                           | 2019      | 2020      | Zagtoon France Télévisions Playmates Toys Method Animation Globosat                                       | Cartoon Network (USA)                                                                                                 |
| Hello Neighbor: Welcome To Raven Brooks | 2022      | nu        | TinyBuild Creation Station Animasia Studio                                                                | YouTube |
| Sonic Prime                             | 2022      | nu        | Sega WildBrain Studios Netflix Animation                                                                  | Netflix |